# Lãnh chúa Thế tục

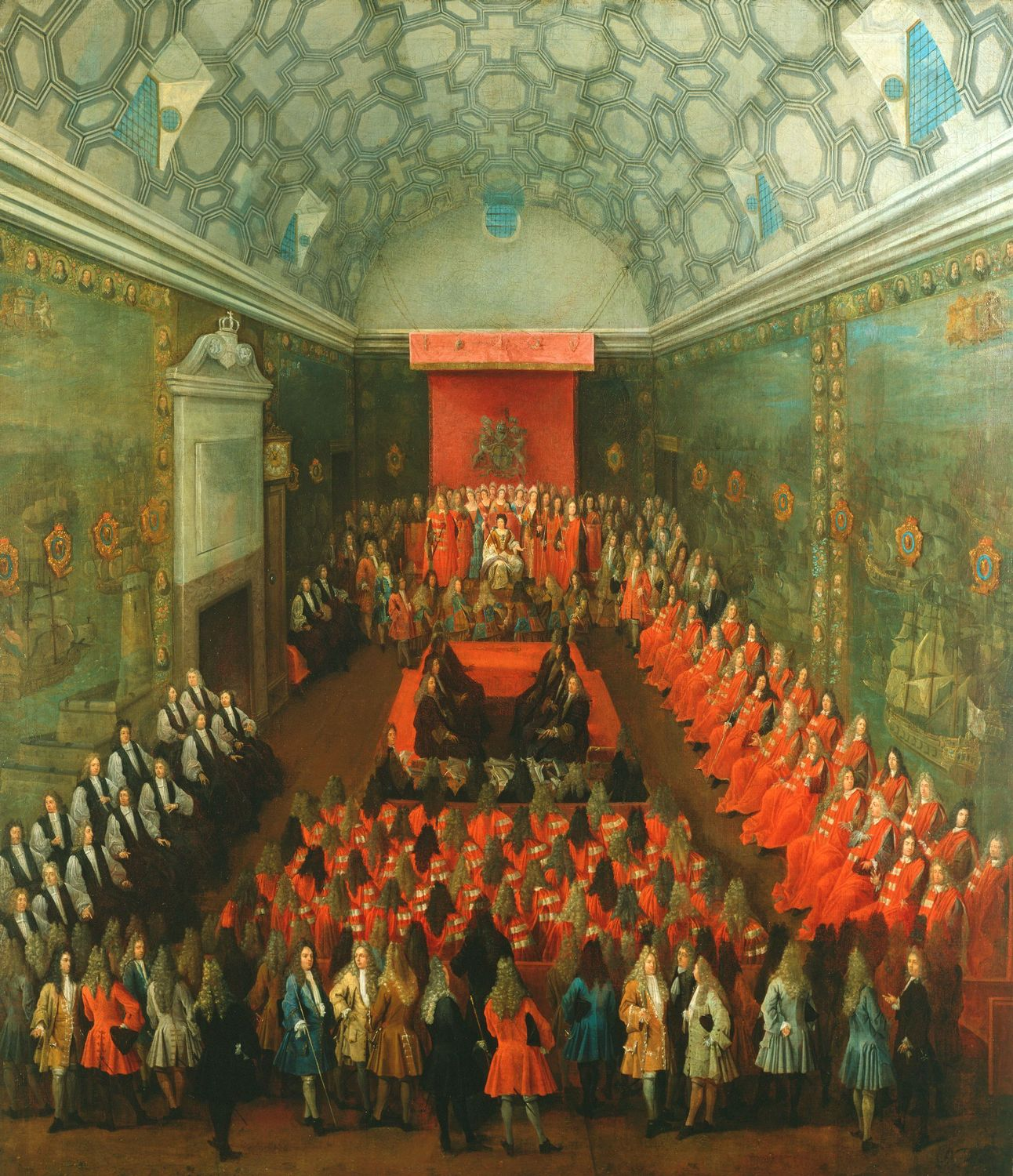
Nữ vương Anne phát biểu trước Viện Quý tộc, khoảng năm 1708–1714, được vẽ bởi Peter Tillemans. Trong giai đoạn này, tất cả thành viên của Viện đều là Quý tộc cha truyền con nối hoặc giám mục Anh giáo

Lãnh chúa Thế tục (tiếng Anh: Lords Temporal) là thành viên thế tục của Viện Quý tộc - Thượng viện của Quốc hội Vương quốc Liên hiệp Anh và Bắc Ireland. Họ có thể là những Quý tộc trọn đời (Life peer) hoặc Quý tộc thế tục (Hereditary peer), mặc dù quyền truyền thừa để sở hữu một ghế trong Viện Quý tộc đã bị bãi bỏ đối với tất cả các đẳng cấp quý tộc Anh, ngoại trừ 92 tước vị quý tộc cha truyền con nối được thông qua trong Đạo luật cải cách Viện Quý tộc năm 1999. Thuật ngữ Lãnh chúa Thế tục được sử dụng để phân biệt với những thành viên Viện quý tộc thuộc Lãnh chúa Tinh thần - những giám mục hay tổng giám mục trong Giáo hội Anh giữ một ghế trong Viện Quý tộc.

## Lịch sử
Quyền sở hữu một ghế trong Viện Quý tộc của Lãnh chúa Thế tục từng là quyền của tất cả các quý tộc cha truyền con nối tại Anh, ngoại trừ những người trong Đẳng cấp quý tộc Ireland. Theo Đạo luật Viện Quý tộc năm 1999, quyền thành viên bị hạn chế và chỉ còn 92 quý tộc cha truyền con nối trong Viện Quý tộc.
Những vấn đề về Cải cách Viện Quý tộc luôn là được thảo luận thường xuyên trong chính trường Anh. Tuy nhiên, không có luật bổ sung nào về vấn đề này được Hạ viện thông qua kể từ năm 1999. Ủy ban Wakeham, nơi tranh luận về vấn đề cải cách viện Quý tộc dưới thời Thủ tướng Tony Blair khi đó, đã đề xuất đưa một số vị trí của Lãnh chúa Thế tục vào danh sách bầu cử. Kế hoạch này, vốn bị chỉ trích rộng rãi, đã không được Hạ viện thông qua. Các đề xuất bổ sung đã được đưa ra dưới thời chính phủ liên minh của Thủ tướng David Cameron nhằm giảm quy mô của Viện Quý tộc xuống còn 450 ghế, bầu trực tiếp ít nhất một số Lãnh chúa Thế tục và cho phép các thành viên của Hạ viện được ứng cử với tư cách là Lãnh chúa Thế tục. Không có đề xuất nào trong số này được thông qua.

## Thành phần của Lãnh chúa Thế tục
Lãnh chúa Thế tục hiện nay trong Viện Quốc tộc bao gồm một số lượng nhỏ các quý tộc cha truyền con nối và một nhóm lớn hơn là các quý tộc trọn đời.

### Quý tộc cha truyền con nối

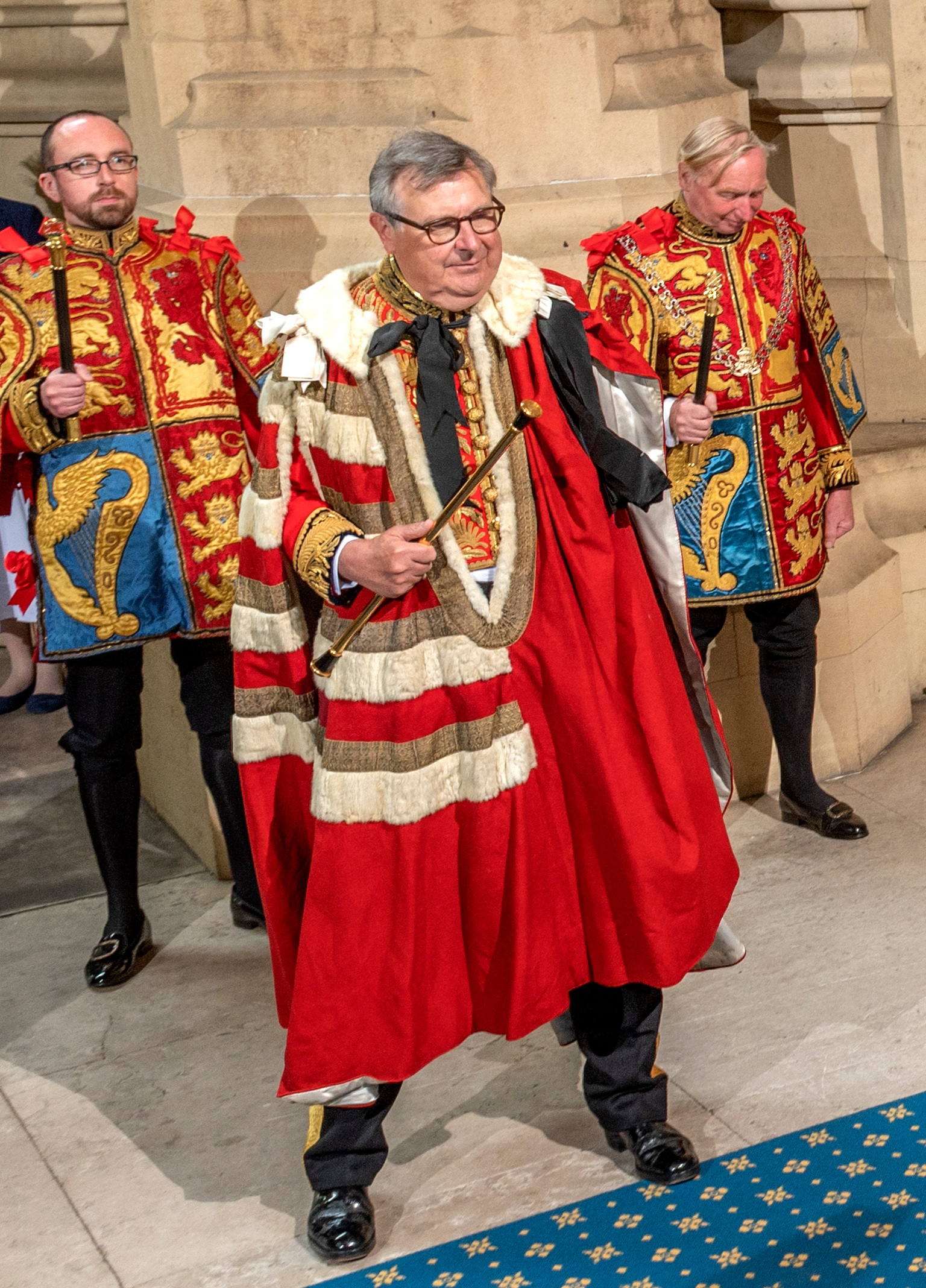
Edward Fitzalan-Howard, Công tước thứ 18 xứ Norfolk người đang nắm giữ chức Nguyên soái bá tước Anh, vì thế đồng thời sở hữu một ghế trong Viện Quý tộc

Lãnh chúa Thế tục trong lịch sử đã bao gồm hàng trăm quý tộc cha truyền con nối (quý tộc Anh cũng như Quý tộc Scotland của Quốc hội). Các chức vụ cha truyền con nối như vậy có thể được Vương quyền tạo ra và trong thời hiện đại thường chỉ được tạo ra theo lời khuyên của Thủ tướng.
Những người nắm giữ các tước hiệu quý tộc Scotland và Ireland không phải lúc nào cũng được phép ngồi vào hàng ghế của Lãnh chúa Thế tục trong Viện Quý tộc. Khi Scotland hợp nhất với Anh để thành lập Vương quốc Đại Anh vào năm 1707, có quy định rằng các quý tộc cha truyền con nối của Scotland sẽ chỉ có thể chọn ra 16 quý tộc đại diện trong Đẳng cấp quý tộc Scotland để ngồi vào Viện Quý tộc; nhiệm kỳ của một đại diện sẽ kéo dài cho đến cuộc tổng tuyển cử tiếp theo. Một quy định tương tự đã được ban hành khi Ireland sáp nhập với Anh vào năm 1801 để thành lập ra Vương quốc Liên hiệp Anh và Ireland; các quý tộc Ireland được phép bầu 28 đại diện, những người này sẽ giữ chức vụ trọn đời. Các cuộc bầu cử đại diện Ireland kết thúc vào năm 1922, khi hầu hết Ireland trở thành một quốc gia độc lập; các cuộc bầu cử đại diện Scotland kết thúc với việc thông qua Đạo luật Quý tộc năm 1963, theo đó tất cả các quý tộc Scotland đều sở hữu 1 ghế trong Viện Quý tộc.
Sau cuộc cải cách năm 1999, chỉ còn 92 quý tộc cha truyền con nối vẫn là Lãnh chúa Thế tục. Trong đó có 2 ghế thuộc về Nguyên soái Bá tước (Earl Marshal) và Thị vệ đại thần (Lord Great Chamberlain). Chín mươi quý tộc còn lại ngồi trong Lãnh chúa Thế tục theo quyền quý tộc cha truyền con nối, 15 người được bầu bởi toàn bộ Viện và 75 người được chọn bởi những quý tộc cha truyền con nối khác trong Viện Quý tộc, được nhóm theo đảng.

### Quý tộc trọn đời
Nhóm lớn nhất của Lãnh chúa Thế tục và thực tế cũng làn nhóm đông nhất trong [[[iện Quốc tộc]], chính là các Quý tộc trọn đời (Life peer). Tính đến tháng 3 năm 2024, có 670 quý tộc trọn đời. Quý tộc trọn đời chỉ được phong làm nam tước hoặc nữ nam tước, và được tạo ra theo Đạo luật Quý tộc trọn đời năm 1958. Giống như tất cả các quý tộc khác, quý tộc trọn đời được tạo ra bởi Vương quyền, và nhà vua hay nữ vương sẽ đưa ra quyết định theo lời khuyên của Thủ tướng hoặc Ủy ban bổ nhiệm Viện Quý tộc. Tuy nhiên, theo thông lệ, Thủ tướng cho phép các nhà lãnh đạo của các đảng khác đề cử một số cá nhân vào ghế quý tộc trọn đời, để duy trì sự cân bằng chính trị.
Năm 2000, chính phủ tuyên bố sẽ thành lập một Ủy ban bổ nhiệm độc lập, dưới sự chỉ đạo của Lãnh chúa Stevenson xứ Coddenham để lựa chọn mười lăm người được gọi là "quý tộc của nhân dân" vào vị trí quý tộc trọn đời.

### Các nhóm không còn tồn tại
Cho đến khi Tòa án Tối cao Vương quốc Anh được thành lập vào năm 2009, một nhóm nhỏ của các Lãnh chúa Thế tục – được gọi là các Lãnh chúa phúc thẩm thông thường hay Lãnh chúa Luật – hoạt động như tòa phúc thẩm cuối cùng trong hệ thống tư pháp Vương quốc Anh đã không còn tồn tại trong Viện Quý tộc. Vì các vị lãnh chúa này đã trở thành những thẩm phán đầu tiên của Tòa án Tối cao Vương quốc Anh.